# 프로젝트 206형 대형 어뢰정
프로젝트 206형 대형 어뢰정(러시아어: Большие торпедные катера проекта 206)은 소련의 어뢰정으로 나토에는 세르센급 어뢰정(shershen class torpedo boat)으로 보고 되었다. 이름은 말벌을 의미하는 러시아어(러시아어: Шершень)에서 따왔다.

## 개발
206형 어뢰정의 개발은 프로젝트 183형 대형 어뢰정을 대체할 목적으로 더욱 강력한 무장과 대공능력, 원양작전능력을 가지는 대형함의 획득을 목표로 시작되었다. 개발은 알마즈 중앙해양공학설계국에서 1957년에서 59년동안 진행됐다. 초도함인 T-3함은 1960년 10월 건조되었다.
소련은 123척이 건조되었으며, 유고슬라비아에서도 10척이 면허생산되었다. 또한 많은 국가에 수출되었다.

## 구조
강철 선체를 채용하였고 항행성을 개선하기 위해 모든 구조물은 둥근 형상을 취했다. 또한 어뢰발사관의 장비를 용이하게 하기 위해 상부구조물은 좁고 긴 형상을 하고있다.

### 추진
4000 마력 M-503G 디젤엔진 혹은 5000 마력 M-504B 디젤엔진 3기를 장착하고, 3축 3엽 고정 피치 프로펠러로 최대 4. 버~+000ㅈ M-504B엔진의 경우 최대 47노트의 속도를 낸다.

### 레이다/전자장비
MR-102 바클란(나토 코드 : 팟 드럼) 수상 탐색 레이다, MR-104 리스(나토 코드 : 드럼 틸트) CIWS용 사격통제 레이다, 니흐롬(나토 코드 : 하이 폴) 피아식별장치를 장비한다.

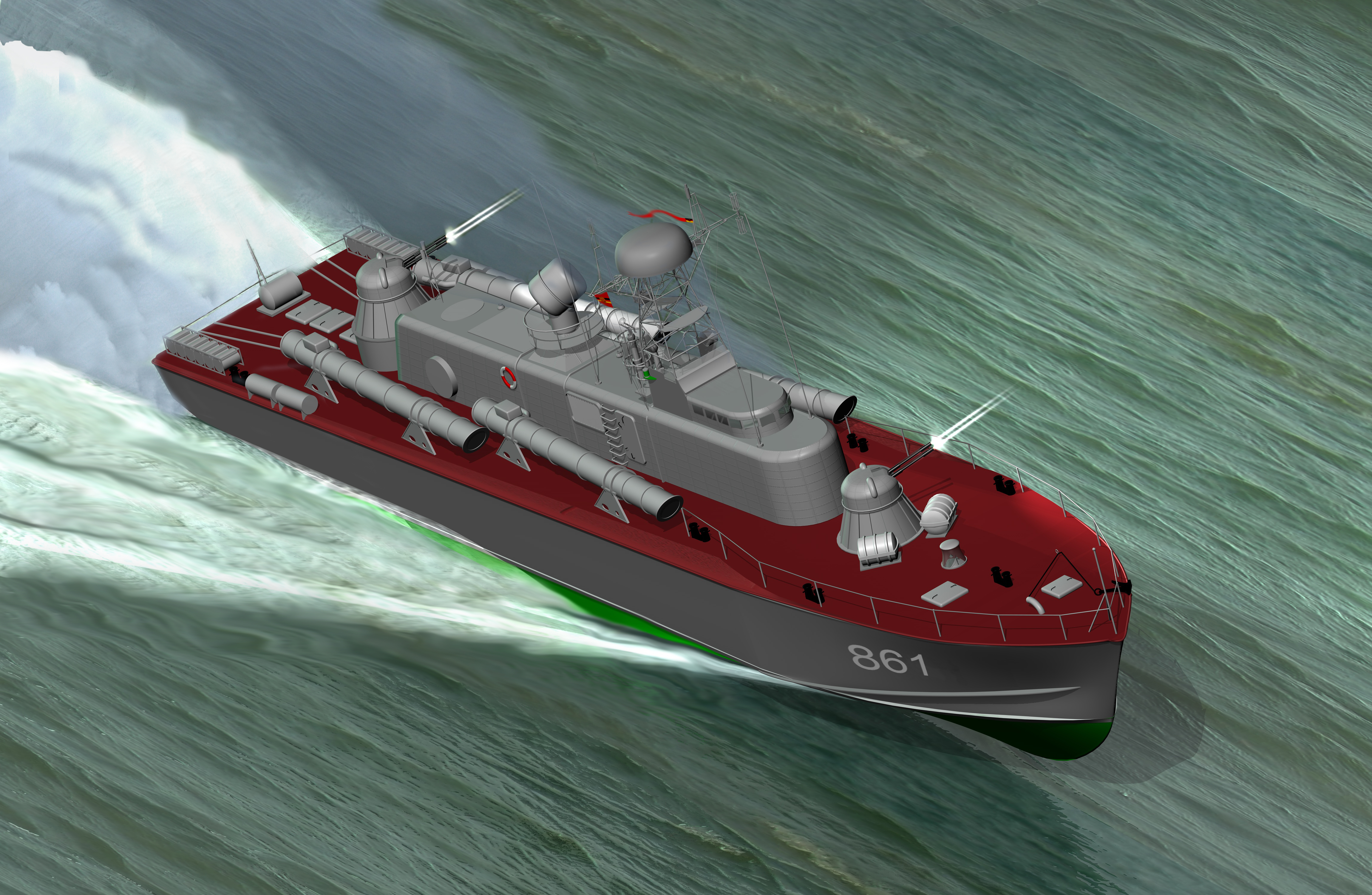
206형 어뢰정

### 무장
주무장으로 533mm OTA-53-206 어뢰발사관 4문을 장비하고 있다. 어뢰는 원시적인 항적추적기능이 있는 53-56V 어뢰 4발)을 사용한다. 바르샤바 조약국 이외의 수출형에는 이 기능이 빠진 53-56VA 직주 어뢰가 사용된다. 어뢰는 레이다와 연동된 오네가-4 사격통제체계에 의해 제어된다. 대공무장으로 MR-104 리스에 의해 통제되는 30mm AK-230 CIWS를 2문을 함수와 함미에 각각 한문씩 장착한다. 또한 폭뢰 12발, 기뢰 6기의 탑재가 가능하다.